# Wogau (Jena)

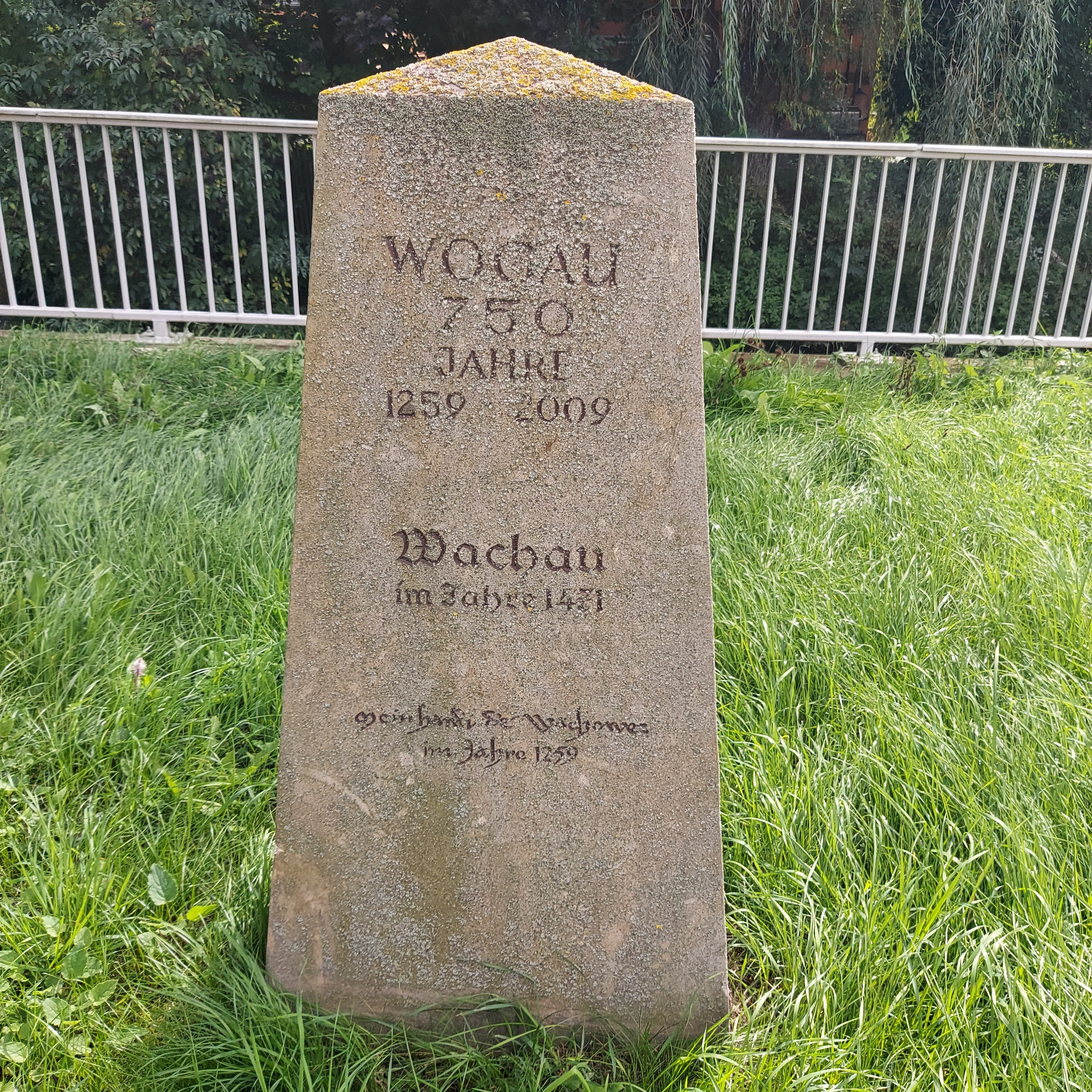
Gedenkstein zur ersten urkundlichen Erwähnung

Wogau ist ein Ortsteil von Jena in Thüringen.

## Geografie

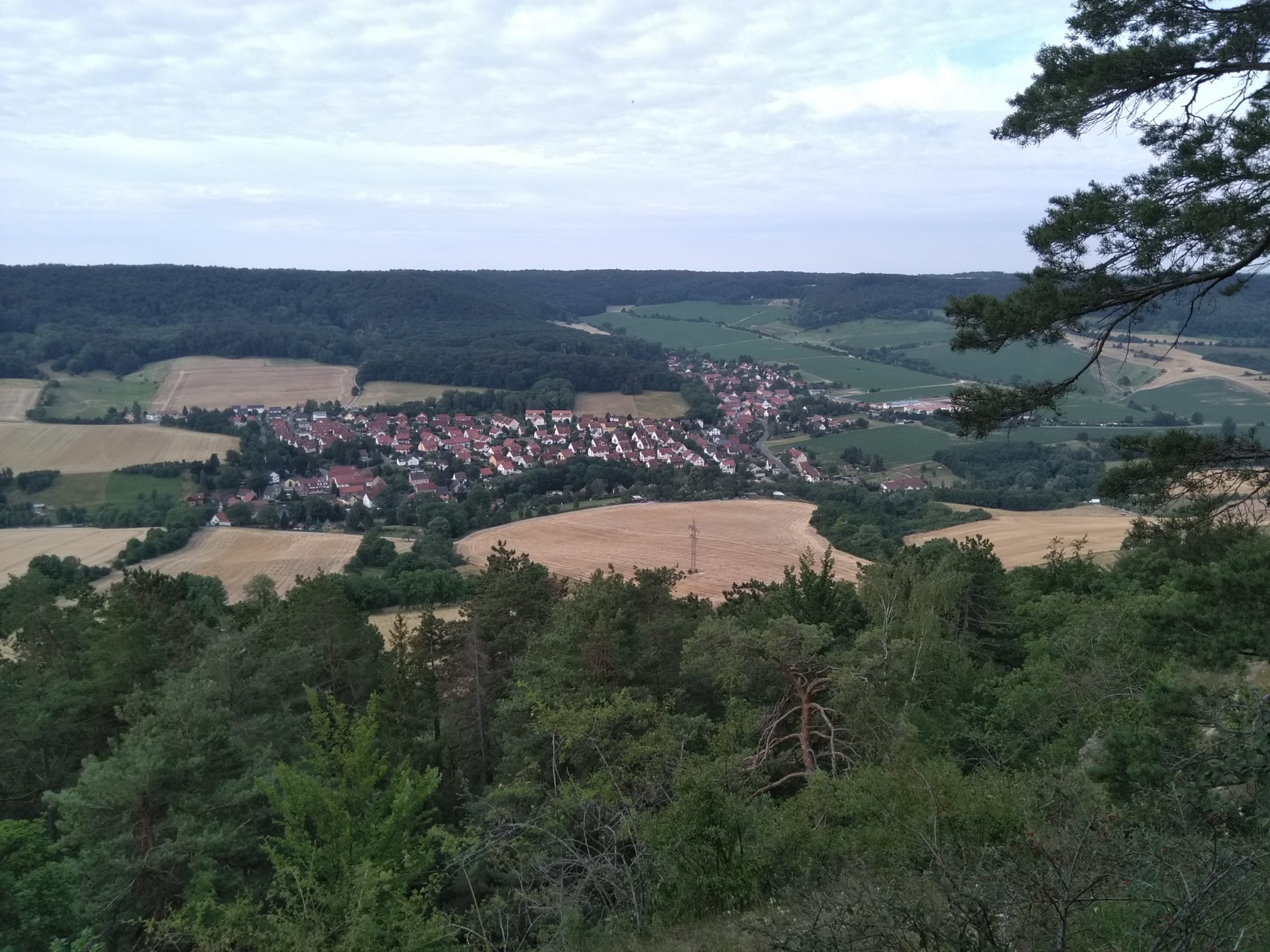
Blick vom Jenzig auf Wogau und Jenaprießnitz

Wogau liegt im Gembdental, durch das der Gembdenbach fließt. Die Gemarkungsgrenze von Wogau liegt etwa 600 m östlich der Ortslage und ist zugleich Ostgrenze von Jena zum Saale-Holzland-Kreis mit der Nachbargemeinde Großlöbichau. Nördlich des Dorfes verläuft die B 7 zwischen Jena und Bürgel am Fuße des etwa 380 m hohen Höhenzug des Jenzig. Nächstliegende Ansiedlungen sind außer Großlöbichau im Osten Jenaprießnitz, ein weiterer Ortsteil von Jena, im Süden und Wenigenjena, ebenfalls Jenaer Stadtteil, im Westen (etwa 2,5 km Entfernung).

## Geschichte
Vor 1810 gab es in Wogau ein Klostergut, später ein Freihof und Rittergut, dem der größte Teil der Flur Wogaus gehörte, allerdings nicht die Mühle nebst Grundbesitz. Dieses adlige Gut gehörte zum Besitz des Klosters Bürgel und kam nach dessen Auflösung im Zuge der Reformation im Jahr 1526 zum ernestinischen Amt Bürgel. Dieses gehörte aufgrund mehrerer Teilungen zu verschiedenen Ernestinischen Herzogtümern.
Bis zum Anfang des Dreißigjährigen Krieges gibt es kaum Nachweise zur Ortsgeschichte. Während des Krieges war der Geheime Rat und Oberaufseher zu Jena, Bernhard Pflugk zum Posterstein, Besitzer des Gutes. 1683 vergab Herzog Johann Wilhelm der Familie Pflugk wegen der um das Land erworbenen Verdienste die Schankgerechtigkeit für Wenigenjena. Im Schenkungsbrief vom 5. November 1683 heißt es: Für ihn [Bernhard], seine Erben, Nachkommen und Inhaber des Gutes zu Wogau erb- und eigentümlich. Pflugk übertrug das Rittergut im Jahre 1695 an die damals noch minderjährigen Barone von Meusebach. 1697 erwarb es der Leutnant Friedrich Wilhelm von Rudolph, der es 1703 auf seine Söhne Christian Friedrich und Georg Wilhelm übertrug. Das Rittergut ging gegen Ende des 18. Jahrhunderts an die Gebrüder von Schauroth. 1810 traten sie es ab an die herzogliche Kammer zu Weimar gegen eine jährliche Leibrente von 400 Talern. Sie traten gleichzeitig auch die Schankgerechtigkeit für Wenigenjena ab. Nachdem die herzogliche Kammer im Jahre 1810 das Rittergut an die Gemeinde Wogau für 8000 Taler verkauft hatte, wurde das Gut parzelliert und von den einzelnen ansässigen Familien erstanden. Heute sind diese Höfe in den Umrissen zum größten Teil erhalten, aber durch Zukauf von Hofstätten und Grundbesitz gegenüber der damaligen Parzellierung sehr abweichend.
Ab 1815 war Wogau Teil des Großherzogtums Sachsen-Weimar-Eisenach und dort zunächst dem Amt Jena zugehörig. Nach 1850 wurde es dem Verwaltungsbezirk Weimar II (später Verwaltungsbezirk Apolda) angegliedert. 1920 kam der Ort zum Land Thüringen. Heute erinnern noch Straßennamen wie Am Klosterhof und Am Krautgarten an das frühere Klostergut. 1965 wurde Wogau nach Jenaprießnitz und 1994 nach Jena eingemeindet.